# 642. pr. Kr.
◄ | 8. stoljeće pr. Kr. | 7. stoljeće pr. Kr. | 6. stoljeće pr. Kr. | ►
◄ | 670-ih pr. Kr. | 660-ih pr. Kr. | 650-ih pr. Kr. | 640-ih pr. Kr. | 630-ih pr. Kr. | 620-ih pr. Kr. | 610-ih pr. Kr. | ►
◄◄ | ◄ | 645. pr. Kr. | 644. pr. Kr. | 643. pr. Kr. | 642 pr. Kr. | 641. pr. Kr. | 640. pr. Kr. | 639. pr. Kr. | ► | ►►
Astronomija

## Događaji
- Anko Marcije (Ancus Marcius) počeo vladati kao četvrti kralj Rima (vladao 642. pr. Kr. – 617. pr. Kr.)

## Smrti
- Umire Tul Hostilije, treći Rimski kralj.